# Блохина, Надежда Андреевна
Надежда Андреевна Блохина (30 ноября 1922 — 12 сентября 2011) — советская и российская театральная актриса, актриса Омского музыкального театра, заслуженная артистка РСФСР (1968).

## Биография
Во время Великой Отечественной войны работала в госпитале, затем перешла в труппу мичуринского драмтеатра, который вскоре стал боевой концертной бригадой. Заканила студию при Мичуринском театре, работала в концертном ансамбле 43-й армии.
- 1946—1947 гг. — в Мичуринском театре,
- 1947—1949 гг. — в театре драмы Клайпеды,
- с 1949 г. — в Омском театре музыкальной комедии (в настоящее время — Омский музыкальный театр). Сыграла более чем в 160 постановках. Среди ролей выделяются образы простых русских женщин — Клавы («Требуется героиня» В. Баснера), Ольги Сергеевны («Девчонке было 20 лет» А. Эшпая), Тимофеевны («Василий Теркин» А. Новикова), Варвары Капитоновны («Вечно живые» В. Казенина). Также успешно играла комедийные роли: Гапуся из «Свадьбы в Малиновке» Б. Александрова, Софья Петровна в «Забывчивом женихе» В.Казенина (1985), Звелина в «Голландочке» И. Кальмана, Лукерья Власовна в «Свадьбе с приданым» Б. Мокроусова.

Похоронена на Северо-Восточном кладбище в Омске.

## Награды и звания
- Орден Дружбы (1998)[1].
- Заслуженная артистка РСФСР (1968).
- Почётный гражданин Омской области.